# Estnische Badmintonmeisterschaft 1970
Die Estnische Badmintonmeisterschaft 1970 fand Mitte Februar 1970 in Tallinn statt. Es war die 6. Austragung der Titelkämpfe.

## Medaillengewinner
| Disziplin    | Gold                                        | Silber                             | Bronze                                |
| ------------ | ------------------------------------------- | ---------------------------------- | ------------------------------------- |
| Herreneinzel | Jaak Nuuter, Tallinn                        | Jüri Tarto, Tallinn                | Urmas Pau, Tallinn                    |
| Dameneinzel  | Reet Valgmaa, Tartu                         | Riina Valgmaa, Tartu               | Skaidrite Nurges, Tallinn             |
| Herrendoppel | Boris Bogovski Alar Kivilo, Tartu / Tallinn | Jaak Nuuter Urmas Pau, Tallinn     | Jüri Tarto Raivo Kristianson, Tallinn |
| Damendoppel  | Reet Valgmaa Marika Lemming, Tartu          | Riina Valgmaa Tiina Paberit, Tartu | Skaidrite Nurges Tiina Ambur, Tallinn |
| Mixed        | Boris Bogovski Reet Valgmaa, Tartu          | Jaak Nuuter Mare Metsalu, Tallinn  | Urmas Pau Tiina Ambur, Tallinn        |